# John Craxton
John Leith Craxton (Londra, 3 ottobre 1922 – 17 novembre 2009) è stato un pittore britannico.

## Biografia
Figlio del compositore Harold Craxton e della moglie Essie, John Craxton nacque nel quartiere londinese di St John's Wood e studiò all'Académie Julian e all'Accademia della Grande Chaumière di Parigi. Lo scoppio della seconda guerra mondiale lo costrinse a tornare in patria, dove terminò gli studi alla Westminster School of Art e alla Central School of Art and Design. Dopo essere stato scartato per il servizio attivo, proseguì con gli studi alla Goldsmiths University. Nel 1942 tenne la sua prima mostra a Londra, ottenendo un primo grande successo nel 1944 alle Leicester Galleries. Influenzato da Samuel Palmer e Peter Watson, Craxton si incuneò nella scia del revival neoromantico.
Dopo la seconda guerra mondiale viaggiò in Sicilia, Svizzera, Turchia e Spagna, trascorrendo anche molto tempo a Creta tra il 1944 e il 1966. Nel 1951 lavorò come scenografo e costumista del balletto Dafne e Cloe alla Royal Opera House. Successivamente continuò ad esporre le proprie opere in Inghilterra e Grecia, allestendo anche un'importante retrospettiva alla Whitechapel Art Gallery nel 1967. L'anno successivo curò costumi e scenografie dell'Apollon musagète di George Balanchine al Covent Garden. Disegnò anche le illustrazioni di diversi libri di Patrick Leigh Fermor, tra cui La strada interrotta. Nel 1993 fu eletto membro della Royal Academy of Arts.
Era dichiaratamente gay ed ebbe una lunga relazione con Richard Riley.